# Planalto Beirão
Planalto Beirão é uma associação de municípios portugueses dedicada à recolha, tratamento, valorização e eliminação de resíduso urbanos produzidos numa região que abrange 19 municípios do Centro de Portugal.

## Área geográfica
- Aguiar da Beira
- Carregal do Sal
- Castro Daire
- Gouveia
- Mangualde
- Mortágua
- Nelas
- Oliveira de Frades
- Oliveira do Hospital
- Penalva do Castelo
- Santa Comba Dão
- São Pedro do Sul
- Sátão
- Seia
- Tábua
- Tondela
- Vila Nova de Paiva
- Viseu
- Vouzela